# Цильм, Михаэль
Михаэль Цильм (нем. Michael Zilm; род. 1957, Штутгарт) — немецкий дирижёр.
Родился в семье музыкантов. С восьми лет учился играть на фортепиано и альте. В 1979 г. поступил в Штутгартскую высшую школу музыки и театра в класс дирижирования Томаса Унгара, в том же году дебютировал как дирижёр с программой из произведений Антона Веберна. В дальнейшем занимался также в летней академии Моцартеума у Милана Хорвата и в Академии Киджи у Франко Феррары и Карло Марии Джулини. В 1983 году выиграл Безансонский международный конкурс молодых дирижёров, в 1987-м — Международный конкурс дирижёров имени Гжегожа Фительберга.
В 1980 г. организовал в Штутгарте Дни новой музыки. В 1991—1997 гг. генеральмузикдиректор Ростока, в 1994—2002 гг. главный приглашённый дирижёр Оркестра Гюльбенкяна. Выступал с различными коллективами по всему миру, преподавал в Штутгарте и в Пекине. Специалист, прежде всего, по ведущим авторам первой половины XX века — таким, как Бела Барток, Игорь Стравинский, Пауль Хиндемит, Арнольд Шёнберг.